# BDPST Group
A BDPST Group egy magyarországi tőkebefektető-cég, amelynek fő részvényese Tiborcz István.

## Története
A céget 2015 augusztusában alapította Tóth Judit és Szabó Loránd Aurél. Az alapítást követően Tiborcz István vett át egy törzsrészvényt és 499 osztalékelsőbbségi részvényt. A cég 2016-ban 600 millió forint, 2017-ben több, mint 4 milliárd forint nyereséget könyvelt el. Tiborcz az Origo híroldalnak 2017-ben azt nyilatkozta, hogy a cég transzparensen működik, törvény szerint adózik, és nincs offshore-tulajdonosa. 2018-ban minősített többséget szerzett a cégcsoportban. 2019-ben a cég külföldi terjeszkedéséről írt a Portfolio.

## Tevékenysége
A cég ingatlanbefektetéssel, műemlék-felújítással, iroda- és szállodafejlesztéssel foglalkozik, valamint a pénzügyi szektorban és logisztikai területen is jelen van. A felújításokon kívül zöldmezős beruházásokat is folytat. Résztulajdonosa többek között a Vörösmarty tér szomszédságában található Mahart–Weber–Münnich-háztömbnek és a Szabadság téren található Adria-palotának, valamint tulajdonában áll a turai Schossberger-kastély, a Szabadság téren található egykori Iberostar hotel épülete, a tarcali Andrássy Kúria és az Andrássy út 43. alatt található épület egy lakásszintje. A vállalat célja, hogy beruházásaik révén megóvják és új funkcióval ruházzák fel a jellemzően műemléki védelem alatt álló épületeket.
A BDPST Group 2021-ben a pénzügyi szektorba is belépett a Gránit Bank Zrt. 57 százalékos tulajdonrészének megvásárlásával, emellett pedig 2022-ben a BDPST Capital Zrt. üzletrész-adásvételi szerződést írt alá a Diófa Alapkezelőt tulajdonló Tarragona Holding Zrt. megvásárlása tárgyában.
A BDPST Grouphoz tartozó BDPST Equity Zrt. emellett 2022-ben adásvételi szerződést kötött a Waberer’s International Nyrt. 21 százalékos tulajdonrészével bíró MHB Optimum Zrt. megvásárlása céljából, ezzel belépve a logisztikai szektorba.
A cégcsoport 2022-ben értékesítette az Andrássy út 116. szám alatt álló Alice Hotelt tulajdonló projekttársaságban meglévő részesedését a korábbi társtulajdonos, a WHB Vagyonkezelő Kft. számára.
A beruházások finanszírozását a cég jellemzően állami támogatások nélkül végzi. Az Átlátszó 2018 szeptemberében írt arról, hogy a nagy összegű hiteleket (2018-ra mintegy 10 milliárd forint értékben) a Gránit Bank és a Takarékbank bocsátotta a cégcsoport rendelkezésére. A cégcsoport tulajdonosának elmondása szerint a hitelek mellett abból is származik bevételük, hogy korábbi években pénzügyi vagy technikai okokból ellehetetlenült ingatlanfejlesztési projekteket karolnak fel, és értékesítenek tovább új beruházóknak.